# Joe Dirt
Joe Dirt es una película estadounidense de comedia de 2001 protagonizada por David Spade, Dennis Miller, Christopher Walken, Brian Thompson, Brittany Daniel, Jaime Pressly, Erik Per Sullivan, Adam Beach y Kid Rock. La película fue dirigida por Dennie Gordon, y escrita por David Spade y Fred Wolf.

## Sinopsis
Joe Dirt es un inocente conserje de extraño peinado y jeans deslavados que aún tiene la esperanza de encontrar a sus padres, a quienes perdió cuando tenía ocho años en una visita al Gran Cañón. Durante su búsqueda, un locutor de radio lo invita a su programa para burlarse de él, sin sospechar que sus ordinarias aventuras serán la delicia de la audiencia.

## Elenco
- David Spade es Joe Dirt.
- Brittany Daniel es Brandy.
- Dennis Miller es Zander Kelly.
- Adam Beach es Kicking Wing.
- Christopher Walken es Clem.
- Jaime Pressly es Jill.
- Kid Rock es Robby.
- Erik Per Sullivan es Pequeño Joe Dirt.
- Megan Taylor Harvey es Hermana de Joe Dirt.
- Caroline Aaron es Mamá de Joe.
- Fred Ward es Papá de Joe.
- John P. Farley es KXLA Guardia de Seguridad.
- Bob Zany es Bullying Man #1.
- Kevin Nealon es Mecánico de Garage.
- Brian Thompson es Buffalo Bob.
- Rosanna Arquette es Charlene.

## Producción
De acuerdo en el comentario del DVD, Bryce Canyon subió del Gran Cañón escenas para los flashback de Joe Dirt.

## Banda sonora
- .38 Special - "Hold on Loosely"
- April Wine - "Roller"
- Argent - "Hold Your Head Up"
- Bachman-Turner Overdrive - "You Ain't Seen Nothing Yet"
- Bob Seger - "Ramblin' Gamblin' Man"
- Blue Öyster Cult - "Burnin' for You"
- Cheap Trick - "If You Want My Love"
- Dave Matthews Band - "Crash into Me"
- The Doobie Brothers - "Listen to the Music" / "China Grove"
- Eddie Money - "Think I'm in Love" / "Walk on Water"
- Foghat - "I Just Want to Make Love to You"
- George Clinton - "Atomic Dog"
- George Thorogood - "Who Do You Love?" / "Bad to the Bone"
- Grand Funk Railroad - "Some Kind of Wonderful"
- James Gang - "Funk #49"
- Joe Walsh - "Rocky Mountain Way"
- Leif Garrett - "I Was Made for Dancin'"
- Lynyrd Skynyrd - "Sweet Home Alabama" / "That Smell"
- Sheriff - "When I'm with You"
- Thin Lizzy - "Jailbreak"
- Three Dog Night - "Shambala"

## Recepción
La recepción de crítica de la película fue generalmente negativa. La película tuvo un promedio de calificación de 3 fuera de 10 con un 11% de la calificación máxima en Rotten Tomatoes.
Ebert & Roeper le dieron a la película unos pulgares abajo. Richard Roeper dijo que la comedia era predecible y presionada y dijo que la línea de historia de la estación de radio es absurda. Roger Ebert lo suscribió, pero elogió a Spade por actuar en un papel diferente al que normalmente estaba ligado y añadió que el espectáculo de Spade es convincente, despidiendo la llegada de otras películas de corto.

## Serie de televisión
Spade actualmente está trabajando con TBS en una serie animada basada en la película.
- Datos: Q1691401